# Кавер-версия
Ка́вер-ве́рсия, ка́вер (cover version, от англ. cover — покрывать) — в популярной музыке новое исполнение существующей (как правило, в аудиозаписи) песни кем-то другим, кроме изначального исполнителя. Кавер-версией называют как простую, так и сложную обработку оригинала с элементами новой аранжировки.
Сборник, полностью состоящий из кавер-версий песен исполнителя или группы, называется трибьютом (от англ. tribute — дань, дар).
Артист, специализирующийся на исполнении кавер-версий, называется кавер-исполнителем, а группа, специализирующаяся на исполнении произведений одного коллектива — трибьют-группой.

## История
Термин «кавер-версия» («кавер») появился в середине 1940-х годов. Им обозначают музыкальное произведение, в котором используется и разрабатывается ранее уже известная мелодия или музыкальная тема, «переделанная» другим исполнителем.
Англоязычный термин cover version впервые стал активно использоваться в русскоязычной прессе в 1990-е годы в еженедельниках и газетах «Огонёк» (вещание.. было открыто.. кавер-версией известной арии из мюзикла. ОГ, 1995, 28; сборника кавер-версий. ОГ, 1996, 41; Каверверсия песни Бена И. Кинга из альбома «Рок-н-ролл» (1975). ОГ, 1998, 16.), «АиФ» (альбом кавер-версий. АиФ, 1994, 32; Разные группы исполнили свои кавер-версии песен этой легендарной [музыкальной] команды. АиФ, 1994, 23.), «Неделя» (кавер старого боевика 50-х «Shakin all over». Неделя, 14.10.99) и других.
В кавер-версии в известную авторскую композицию добавляются элементы новой аранжировки, это может быть нетипичное прочтение ранее записанной или исполнявшейся музыкальной темы с новыми инструментальными и другими изменениями. Интеллектуальные права кавер-версий и других видов повторных исполнений (таких как, интерпретация, обработка, ремейк) различаются и каждое из них имеет свои музыкально-правовые особенности.
Некоторые каверы становятся известными и даже более популярными, чем их оригинальные версии — например, знаменитый поп-хит Уитни Хьюстон «I Will Always Love You», изначально записанный певицей и композитором Долли Партон, и «Waiting for Tonight» Дженнифер Лопес, до этого исполнявшаяся гёрл-группой 3rd Party и написанная её лидером Марией Кристенсен.
Кавер-версии породили массу популярных во всём мире телешоу. Победители телевизионных шоу талантов, таких как «X-Factor», «Голос» или «American Pop Idol», обычно сначала выпускают кавер-версии, поскольку у них есть чёткая ниша на рынке благодаря своей узнаваемости и мгновенной ностальгической ценности. «Новые» версии приобретают легитимность благодаря признанию и обновлению, но часто просто превращают образы прошлого в ностальгический товар с поверхностной ценностью.
С кавер-версий началась всероссийская известность призёров Евровидения группы «Бурановские бабушки», внёсших в них элементы фольклора и этно-музыки. Они начинали с исполнения западных и советских рок-хитов на удмуртском языке, включая такие хиты, как «Звезда по имени Солнце» В. Цоя, «Город золотой» Б. Гребенщикова, «Прогулки по воде» В. Бутусова, «Yesterday» группы The Beatles и «We Are the Champions» группы Queen[значимость факта?].
Одним из примеров использования классической музыки в качестве музыкальной основы популярных кавер-версий служат работы скрипачки Ванессы Мэй. Она выбирает «хиты» академической музыки (произведения Н. Паганини, И. С. Баха, А. Вивальди, Д. Д. Шостаковича и других известных композиторов) и наполняет их современными тембрами и ритмами поп-музыки. Сходные примеры кавер-версий и интерпретаций демонстрируют скрипачи-виртуозы Линдси Стирлинг и Дэвид Гарретт[значимость факта?].
С развитием искусственного интеллекта в интернете стали делать ИИ-каверы при помощи нейросетей, которые могут обучаться голосовым моделям разных исполнителей.